# Tortula setacea
Tortula setacea là một loài rêu trong họ Pottiaceae. Loài này được P. Beauv. mô tả khoa học đầu tiên năm 1805.
Danh pháp khoa học của loài này chưa được làm sáng tỏ. 